# Tallahatchie megye
Tallahatchie megye az Amerikai Egyesült Államokban, azon belül Mississippi államban található. Megyeszékhelye Charleston és Sumner. Lakosainak száma 12 715 fő (2020. április 1.). Tallahatchie megye Quitman, Leflore, Panola, Yalobusha, Grenada, Coahoma és Sunflower megyékkel határos.

## Népesség
A megye népességének változása:
| Lakosok száma | 15 342 | 15 362 | 15 106 | 15 081 | 14 588 | 12 715 |
|               | 2010   | 2011   | 2012   | 2013   | 2015   | 2020   |